# Voroneț (dorp)
Voroneț is een dorp in het noorden van Roemenië, in de regio Boekovina. Het dorp ligt aan de voet van de Karpaten en is de thuis van het beroemde Voronețklooster.